# Langues brittoniques
Les langues brittoniques sont des langues indo-européennes, du groupe des langues celtiques.

## Caractéristiques
Le groupe brittonique rassemble : le breton, le cornique, le gallois et le cambrien (éteint depuis le XIIe ou XIIIe siècle). Le qualificatif « brittonique » n'est pas calqué sur l’adjectif anglais Brythonic, car ce dernier aurait été créé en 1884 par le professeur John Rhys alors qu'en français, on le trouve dès 1834, dans les Comptes rendus des séances de l'Académie des inscriptions et belles lettres :

« Son Vocabulaire vieux-breton est le premier recueil d'ensemble, et jusqu'ici le seul, des gloses du vieux brittonique. »

La question de la date de la divergence entre langues gaéliques et brittoniques reste vivement controversée, mais il est certain que ces deux branches se sont différenciées avant l’apparition des premiers textes vers l’an 600. À la suite de l’afflux de locuteurs de langues germaniques en Grande-Bretagne pendant le Ve siècle, des locuteurs de langues brittoniques se sont installés en masse en Armorique (la Bretagne actuelle), et en quantité moindre en Galice et dans le Leinster en Irlande. Les brittophones restaient néanmoins répandus pendant plusieurs siècles en Écosse méridionale, dans le nord et l’ouest de l’Angleterre et à l’île de Man. Mais l’essor progressif des Gaëls (Celtes de provenance irlandaise) et des Anglo-Saxons a finalement réduit les brittophones à trois régions : la Bretagne, la Cornouailles et le Pays de Galles.
Un trait linguistique permet de distinguer les langues brittoniques des langues gaéliques : il y a une alternance entre le phonème /k/ particulier au gaélique et aux phonèmes /p/ ou /b/ qui lui correspondent en brittonique. On remarque d'ailleurs que, dans les langues italiques, cousines des langues celtiques, le latin est une langue avec /k/ et l'osque une langue à phonème /p/ (comparer quinque et Pompeï).